# Спортска манга
Спортска манга (јап. スポーツ漫画), понекад звана и спокон, је жанр јапанских стрипова и анимације у ком је фокус спорт и такмичарски дух. Спорт у аниме и манга серијама присутан је од 1920-их, али као одвојен жанр настао је педесетих година. Популаризован је 1964. године, због Летњих олимпијских игара које су се те године одржале у Токију.

## Карактеристике
Главни фокус овог жанра је приказ одређеног спорта, како јапанског тако и иностраног,  познатијег (бејзбол, фудбал, бокс, бициклизам), мање популарног (уличне трке, ритмичка гимнастика, стони тенис, кошарка у колицима) и других (билијар, шоги, маџонг, го).
Приче овог жанра често прате структуру познату као спокон. Израз је микс две речи, „спорт“ и „конџо“ (јап. 根性, konjō – „петља“ или „упорност“). Протагониста таквих прича често има трагичну прошлост због које је одлучио да „постане најбољи“ у датом спорту. Његов или њен тренер добија очинску улогу, или је приказан као „тренер из пакла,“ који је строг али поштен.  Протагониста је такође често невероватно талентован, али потцењиван.
Фредерик Л. Шот, аутор дела Manga! Manga! The World of Japanese Comics, навео је да се јапански приказ спорта у стрипу разликује од западњачког, по томе што се више фокусира на бушидо, односно гледа на спорт као на „метафору људских напора“. Спортске манге се баве пријатељством, тимским радом, такмичарским духом, упорношћу, одлучношћу и непоколебљивом вољом.

## Историја
За први спортски аниме сматран је кратки анимирани филм Animal Olympic Games из 1928. године. Филм је настао у режији Јасуџија Мурате, и инспирисан је Летњим олимпијским играма које су те године одржане у Амстердаму.  Филм приказује западњачке спортове, што ће имати велики утицај на жанр, као и Муратин наредни филм (Our Baseball Game, 1930) и филм Сичија Хараде (Baseball in the Forest, 1934).
Спортови са запада присутни су у Јапану од Меиџи периода, али добијају маха за време окупације Јапана када су америчке силе довеле са собом бејзбол, бокс и рвање. Традиционални јапански спортови као што су џудо, карате и кендо су били забрањени јер су били превише „агресивни“. Ту забрану је 1950. године укинуо генерал Даглас Макартур, па су сходно томе опет постали популарни и приказивани у мангама и аниме серијама.
За прву мангу овог жанра сматра се Igaguri-kun (1952), аутора Еичија Фукуја. Популаран спорт у тадашњим мангама је био бејзбол, и многе мангаке су стремиле да прикажу аспекте спорта који би уживо били тешко видљиви. Спортови као што су сумо и рвање, који су били приказивани на телевизији, из тих разлога нису често били тема жанра.
Жанр је добио на популарности 1964. године, за време Летњих олимпијских игара које су се те године одржале у Токију. Такође, због успеха женског одбојкашког тима, порасла је заинтересованост за спорт и спортске манге међу женама. Прва шоџо манга овог типа била је Attack No. 1, чија је популарност омогућила да се спортови као што су балет и тенис појаве у мангама. Шездесетих година је такође дошло до промене структуре у жанру; јонкоме и хумористинчне приче су полако почеле да замењују класичну спокон структуру која ја се више фокусирала на драматичност.
Маркетинг је седамдесетих година био приоритет аниме и манга света, стога је било битно да се од серија направе франшизе, и да се на основу тих франшиза продају играчке. Осамдесетих година је популарност жанра знатно опала, те су многе спортске манге биле једнократне приче или дуже серије где је спорт био споредна тема.
Риболов и трка бродовима су деведесетих постали део жанра, а 2000-их је порасла популарност спортских манги са елементима фантастике, као и приче које су се фокусирале на го и реми. Спокон је 2010-их опет добио на популарности захваљујући мангама Ping Pong the Animation и Kuroko's Basketball.